# Josep Pedrero Serrano
Josep Pedrero Serrano (Terrassa, 6 de setembre de 1965) va ser un ciclista català que fou professional entre 1988 i 1992. La seva principal victòria va ser a la Volta a Lleida encara com a amateur.

## Palmarès
- 1987
  - 1r a la Volta a Lleida
- 1988
  - 1r al Critèrium de Terrassa

### Resultats a la Volta a Espanya
- 1991. 58è de la classificació general
- 1992. 40è de la classificació general